# Corgi: Những chú chó hoàng gia
Corgi: Những chú chó hoàng gia (tên gốc tiếng Anh: The Queen's Corgi) là một phim hoạt hình của Bỉ được sản xuất bởi nWave Pictures. Bộ phim do Ben Stassen và Vincent Kesteloot đồng đạo diễn, trong khi đó kịch bản được viết bởi John R. Smith và Rob Sprackling. Bộ phim dựa trên câu chuyện của nữ hoàng Elizabeth II và những chú chó corgi của bà. Bộ phim theo sau một chú chó corgi tên là Rex, chú bị lạc và cố gắng tìm đường về nhà của mình.

## Nội dung
Rex, chú chó corgi hoàng gia được yêu quý nhất, đã rời khỏi cung điện và đi lạc. Chú phải đi một chặng đường dài đầy thử thách để tìm lại nữ hoàng của mình.

## Lồng tiếng
- Jack Whitehall trong vai Rex

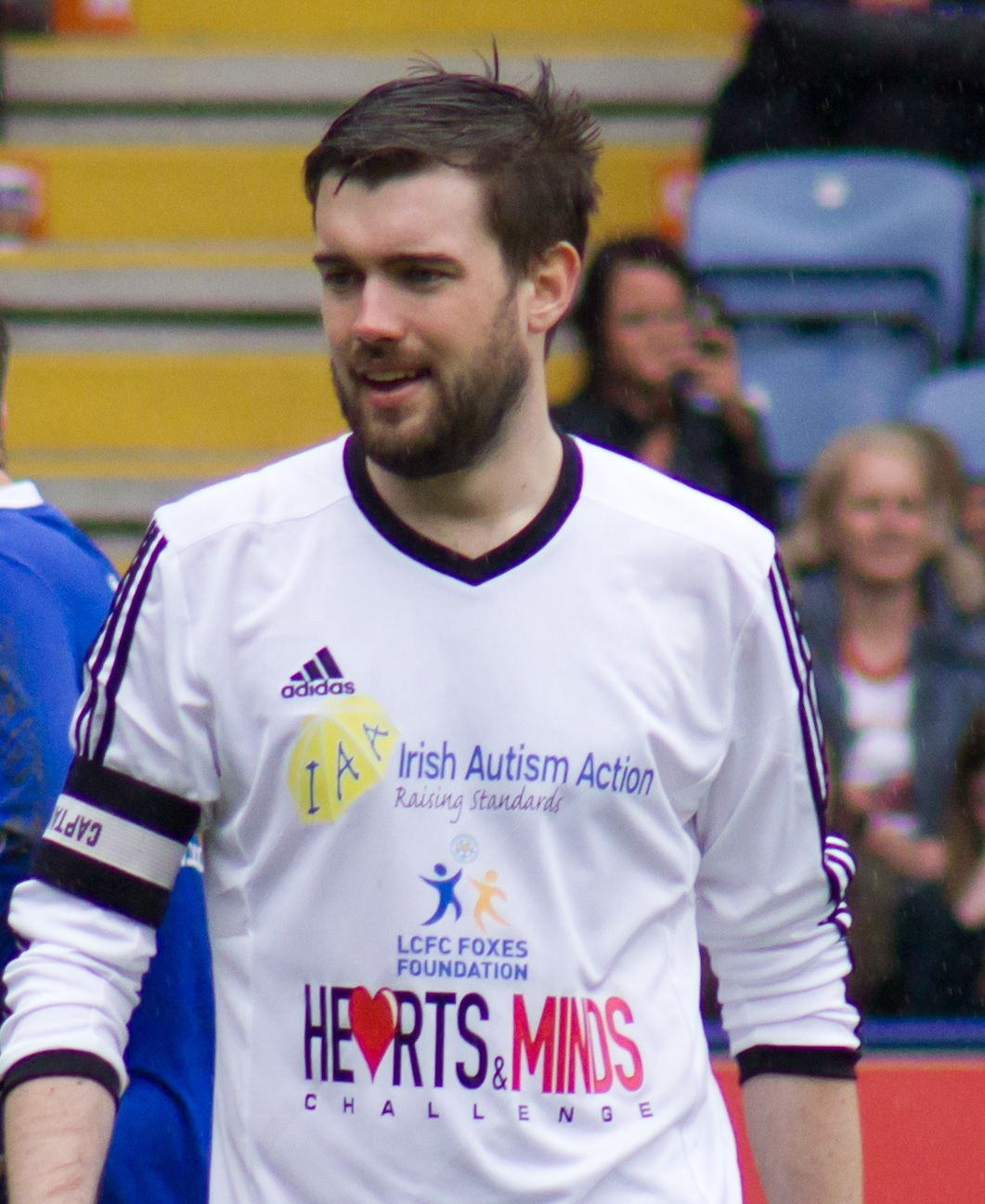
Jack Whitehall diễn viên lồng tiếng Rex

- Julie Walters trong vai Elizabeth II
- Sheridan Smith trong vai Wanda
- Ray Winstone trong vai Tyson
- Matt Lucas trong vai Charlie
- Tom Courtenay trong vai Philippos của Hy Lạp, Vương tế Anh
- Anthony Skordi trong vai Nelson
- Colin McFarlane trong vai Chief
- Nina Wadia trong vai Patmore
- Sarah Hadland trong vai Mitzy
- Debra Stephenson trong vai phu nhân Melania Trump
- Jon Culshaw trong vai tổng thống Donald Trump

## Sản xuất
Công ty Bỉ nWave Pictures sản xuất và tạo hoạt ảnh cho bộ phim. Công ty Charades có nhiệm vụ phân phối bộ phim trên toàn thế giới.
Bộ phim tốn kinh phí khoảng 20 triệu USD để sản xuất.

## Phát hành
Bộ phim phát hành vào ngày 3 tháng 4 năm 2019 ở Pháp và Bỉ. Công ty với tiêu chí sẽ phát hành bộ phim ở nhiều quốc gia hơn vào năm 2019 này, bao gồm Trung Quốc, Vương Quốc Anh, Mỹ Latin, Hoa Kỳ và Nga.